# Macrozamia moorei
Macrozamia moorei là một loài thực vật hạt trần trong họ Zamiaceae. Loài này được F.Muell. mô tả khoa học đầu tiên năm 1881.